# 爱知敬一
爱知敬一（日語：愛知敬一，1880年7月25日—1923年6月23日）是一位日本物理学家。

## 生平

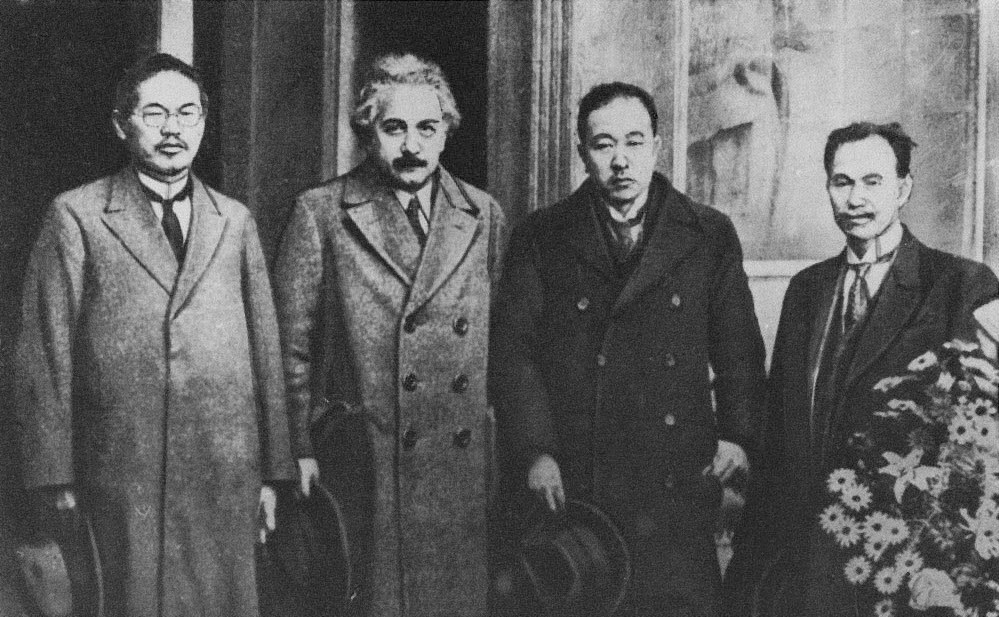
1922年东北帝国大学合影。从左至右本多光太郎、阿尔伯特·爱因斯坦、爱知敬一、日下部四郎太

1880年出生于日本東京府。毕业于東京大学。之后留校任教担任助教授。曾赴欧洲留学，1911年回国担任日本东北大学理科大学教授。1912年在校长推荐下被授予博士学位。1922年阿尔伯特·爱因斯坦访日时在神戶港迎接，并在其仙台市民会馆演讲时担任口译员。
1923年6月23日因为食物中毒突然逝世，享年42岁。

## 荣誉
位階
- 1923年（大正12年）6月23日 - 從四位[2]・正四位[3]

勲章等
- 1923年（大正12年）6月23日 - 勲三等瑞宝章[2]

## 家庭
长子愛知揆一，孙子愛知和男，曾孙爱知治郎。